# Highland Park (distillerie)
Highland Park est une distillerie de whisky située à Kirkwall dans les îles Orcades en Écosse. C’est la plus septentrionale des distilleries écossaises (à ½ mile au nord de Scapa).
La distillerie a été fondée en 1798. Son nom fait référence non pas à la région écossaise de Highland (de laquelle les Orcades ne font pas partie), mais à cause du lieu de fondation de la distillerie qui se distinguait d’une zone de moindre altitude située à proximité. À la fin du XVIIIe siècle, comme bon nombre de distilleries en Écosse ou en Irlande, on faisait sur le site de l’alcool clandestin. Un certain Magnus Eunson, pasteur et contrebandier, y distillait son whisky.
C'est en 1825 que fut construite la distillerie actuelle sur le même site. En 1890, James Grant, déjà propriétaire de Glenlivet, acheta la distillerie et fit doubler sa production.
Depuis 1937, la distillerie appartient au groupe Highland Distillers.
Highland Park est une des dernières distilleries qui malte une partie de sa propre orge et qui utilise pour le séchage sa propre tourbe en provenance de Hobbister Moor. Cette tourbe permet d’élaborer un malt tourbé à la hauteur de 20 ppm (part par million) de phénol. La distillerie possède deux wash stills et deux spirit stills en forme d’oignons et pratique une double distillation. Ses whiskies possèdent une palette aromatique assez étendue où l’on retrouve des arômes floraux et épicés avec un voile de fumée.
Michael Jackson, un des meilleurs spécialistes, auteur de différents livres sur les whiskies et les bières belges, rapporte que le Higland Park est le seul whisky qui ait jamais été noté 10 sur 10 par les dégustateurs du Scotsman, en 1984, le quotidien national des Écossais 

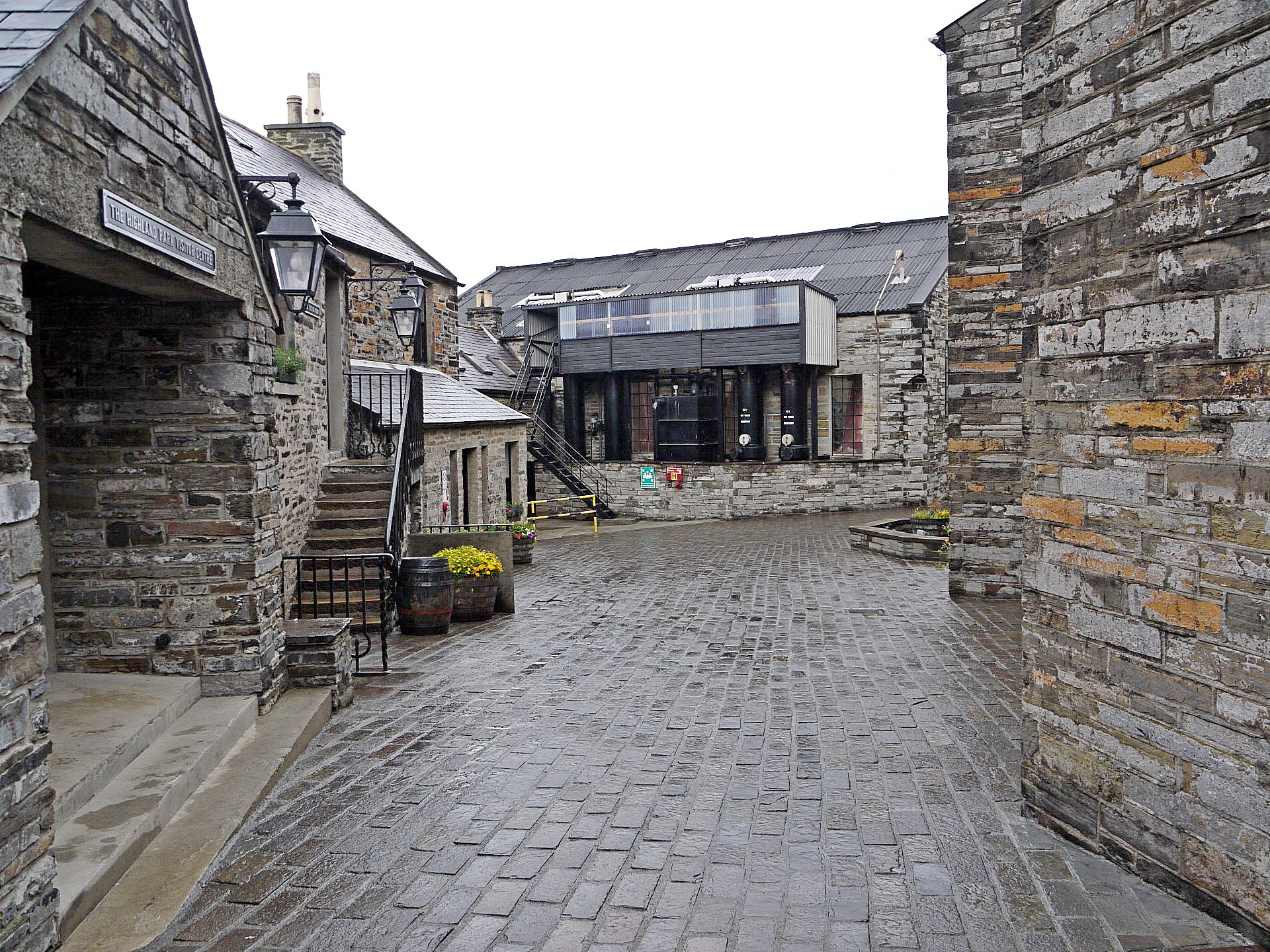
Distillerie Highland-park de Kirkwall.

## Production
La distillerie produit un certain nombre de versions de son single malt en nom propre : 
- Highland Park 10 ans 40 %
- Highland Park 12 ans 40 %
- Highland Park 18 ans 43 %
- Highland Park 25 ans 50,7 %
- Highland Park 1983 56,8 %

D’autre versions sont commercialisées par des embouteilleurs indépendants :
- Gordon & Macphail :
  - Highland Park 8 ans
  - Highland park 30 ans 43 %
  - Highland Park 1970 Rare Old 40 %
- Signatory Vintage :
  - Highland Park 1992 Cask Strength 62,7 %
  - Highland park 1990 The Un-Chillfiltered collection 46 %

Le single malt Highland park entre aussi dans la composition de plusieurs blends : Famous Grouse et Long John.